# Promiješana svirka
Promiješana svirka (eng. shuffle play) je način reprodukcije glazbenog zapisa u kojem se skladbe izvodi nasumičnim redom koji važi za sve skladbe iz skupa odjednom, odnosno poredak se odredi odjednom za sve skladbe s nosača zvuka ili zadanog direktorija s glazbenim datotekama i ista skladba ne dolazi opet na red dok se ne izredaju sve ostale iz skupa. Obično je ova mogućnost napravljena za softvere CD playera, digitalnih reproduktora zvuka (eng. digital audio player; obično MP3 player ili MP4 player) medijskog playera. Promiješana reprodukcija (shuffle) sprječava da se dogodi ponavljanje iste skladbe dvaput uzastopno, u prevelikom ili premalom razmaku. Time se razlikuje od nasumične svirke, kod koje se poredak ne određuje odjednom za sve, nego nakon svake odsvirane skladbe nova se skladba određuje sasvim nasumice pa se može dogoditi ponavljanje ili predugo čekanje na istu skladbu.